# General Villegas
General Villegas – miasto w Argentynie, w prowincji Buenos Aires, stolica partido o tej samej nazwie.
Według danych szacunkowych na rok 2010 miejscowość liczyła 18 275 mieszkańców.